# Associazione Calcio Fiorentina 1975-1976
Questa voce raccoglie le informazioni riguardanti l'Associazione Calcio Fiorentina nelle competizioni ufficiali della stagione 1975-1976.

## Stagione
Sulla panchina siede Carlo Mazzone e i viola finiscono al nono posto, con due nuovi giovani che troveranno spesso spazio in formazione, Alessio Tendi e Carlo Bresciani; la giovane carriera di Vincenzo Guerini finisce invece a causa di un grave incidente automobilistico in cui è coinvolto anche Caso, che tornerà però a calcare i campi di gioco. Il capitano viola è Claudio Merlo.
In Coppa delle Coppe, dopo aver passato i sedicesimi di finale contro i turchi del Beşiktaş, al turno successivo i viola cadono ai rigori contro la rivelazione del torneo, i tedeschi orientali del Sachsenring Zwickau (poi sorprendenti semifinalisti dell'edizione). Nella Coppa Italia, la formazione toscana qualificata d'ufficio al secondo turno quale detentrice del Trofeo, è stata eliminata nel girone di semifinale vinto dal Napoli, che poi conquista la Coppa.
In compenso la Fiorentina trionfa nella Coppa di Lega Italo-Inglese, che metteva di fronte nell'edizione del 1975 le squadre detentrici della Coppa Italia e della FA Cup: nella doppia finale contro i londinesi del West Ham Utd i viola s'impongono entrambe le volte per 1-0, coi gol di Guerini all'andata al Comunale, e di Speggiorin nel ritorno a Upton Park.
Il club fiorentino riceve in questa stagione la Stella d'oro al Merito Sportivo.

## Divise

Moreno Roggi con la divisa viola della stagione, arricchita dalla coccarda tricolore.

| Casa | Trasferta |

## Rosa
| N. |                   | Ruolo | Calciatore          |
| -- | ----------------- | ----- | ------------------- |
|    | Italia (bandiera) | P     | Massimo Mattolini   |
|    | Italia (bandiera) | P     | Alessandro Saccardi |
|    | Italia (bandiera) | P     | Franco Superchi     |
|    | Italia (bandiera) | D     | Giovanni Bertini    |
|    | Italia (bandiera) | D     | Giuseppe Brizi      |
|    | Italia (bandiera) | D     | Mauro Della Martira |
|    | Italia (bandiera) | D     | Giancarlo Galdiolo  |
|    | Italia (bandiera) | D     | Ennio Pellegrini    |
|    | Italia (bandiera) | D     | Moreno Roggi        |
|    | Italia (bandiera) | D     | Alessio Tendi       |

| N. |                   | Ruolo | Calciatore               |
| -- | ----------------- | ----- | ------------------------ |
|    | Italia (bandiera) | C     | Giancarlo Antognoni      |
|    | Italia (bandiera) | C     | Bruno Beatrice           |
|    | Italia (bandiera) | C     | Domenico Caso            |
|    | Italia (bandiera) | C     | Vincenzo Guerini         |
|    | Italia (bandiera) | C     | Claudio Merlo (capitano) |
|    | Italia (bandiera) | C     | Paolo Rosi               |
|    | Italia (bandiera) | A     | Carlo Bresciani          |
|    | Italia (bandiera) | A     | Gianfranco Casarsa       |
|    | Italia (bandiera) | A     | Claudio Desolati         |
|    | Italia (bandiera) | A     | Walter Speggiorin        |

## Risultati

### Serie A

#### Girone di andata
| Arbitro: | Michelotti (Parma) |

|                 |           |  |
| Gola 57’ (rig.) | Marcatori |  |

| Arbitro: | Gonella (Torino) |

|                   |           |           |
| Casarsa 9’ (rig.) | Marcatori | 67’ Massa |

| Arbitro: | Agnolin (Bassano del Grappa) |

|                                                 |           |                              |
| S. Gori 20’ 41’ (rig.), 72’ Causio Anastasi 78’ | Marcatori | 23’ Speggiorin 85’ Bresciani |

| Arbitro: | Serafino (Roma) |

|                                        |           |                          |
| Raffaeli 45’ (aut.) Bresciani 63’, 76’ | Marcatori | 16’ (aut.) Della Martira |

| Arbitro: | Panzino (Catanzaro) |

|             |           |               |
| Clerici 76’ | Marcatori | 9’ Speggiorin |

| Arbitro: | Benedetti (Roma) |

|  |           |                 |
|  | Marcatori | 40’ Magistrelli |

| Arbitro: | Reggiani (Bologna) |

|                |           |  |
| Boninsegna 90’ | Marcatori |  |

| Arbitro: | Panzino (Catanzaro) |

|                            |           |  |
| Antognoni 24’ Desolati 59’ | Marcatori |  |

| Arbitro: | Prati (Parma) |

|  |           |                |
|  | Marcatori | 80’ Speggiorin |

| Arbitro: | Serafino (Roma) |

|  |           |              |
|  | Marcatori | 67’ Chiarugi |

| Arbitro: | Lattanzi (Roma) |

|  |           |                 |
|  | Marcatori | 38’ F. Graziani |

| Arbitro: | Gonella (Torino) |

|             |           |                  |
| Rognoni 41’ | Marcatori | 7’ Della Martira |

| Arbitro: | Michelotti (Parma) |

|                |           |                   |
| L. Martini 60’ | Marcatori | 33’, 81’ Desolati |

| Arbitro: | Vannucchi (Bologna) |

|                                          |           |  |
| Bresciani 60’ Antognoni 62’ Desolati 88’ | Marcatori |  |

| Arbitro: | Ciulli (Roma) |

|           |           |                                  |
| Luppi 18’ | Marcatori | 61’ Antognoni 77’ (aut.) Busatta |

#### Girone di ritorno
| Firenze 8 febbraio 1976 16ª giornata | Fiorentina      | 0 – 0 | Ascoli | Stadio Comunale\| Arbitro: \| Schena (Foggia) \| |
| Arbitro:                             | Schena (Foggia) |       |        |                                                  |

| Arbitro: | Lazzaroni (Milano) |

|              |           |                   |
| Esposito 15’ | Marcatori | 76’, 88’ Desolati |

| Arbitro: | Menegali (Roma) |

|               |           |             |
| Bresciani 60’ | Marcatori | 26’ Bettega |

| Arbitro: | Benedetti (Roma) |

|                           |           |               |
| Novellino 31’ Marchei 86’ | Marcatori | 87’ Antognoni |

| Arbitro: | Gussoni (Tradate) |

|               |           |                          |
| Bresciani 84’ | Marcatori | 7’ Massimelli 18’ Chiodi |

| Genova 14 marzo 1976 21ª giornata | Sampdoria          | 0 – 0 | Fiorentina | Stadio Luigi Ferraris\| Arbitro: \| Michelotti (Parma) \| |
| Arbitro:                          | Michelotti (Parma) |       |            |                                                           |

| Firenze 21 marzo 1976 22ª giornata | Fiorentina                   | 0 – 0 | Inter | Stadio Comunale\| Arbitro: \| Agnolin (Bassano del Grappa) \| |
| Arbitro:                           | Agnolin (Bassano del Grappa) |       |       |                                                               |

| Arbitro: | Moretto (San Donà di Piave) |

|                                 |           |                           |
| De Sisti 6’ Galdiolo 60’ (aut.) | Marcatori | 20’ Antognoni 83’ Casarsa |

| Arbitro: | Andreoli (Padova) |

|                                                     |           |             |
| Desolati 46’, 89’ R. Rossi 80’ (aut.) Bresciani 86’ | Marcatori | 41’ Pozzato |

| Arbitro: | Gialluisi (Barletta) |

|                        |           |          |
| Benetti 2’, 23’ (rig.) | Marcatori | 67’ Caso |

| Arbitro: | Panzino (Catanzaro) |

|                                        |           |                                          |
| P. Pulici 10’, 37’, 76’ Zaccarelli 58’ | Marcatori | 20’ Desolati 50’ (rig.) Casarsa 82’ Caso |

| Arbitro: | Serafino (Roma) |

|                                |           |             |
| Desolati 14’, 80’ Beatrice 62’ | Marcatori | 49’ Bittolo |

| Arbitro: | Casarin (Milano) |

|                                                         |           |                                                 |
| Caso 19’, 65’ L. Martini 43’ (aut.) Desolati 57’ (rig.) | Marcatori | 6’ Giordano 50’ Garlaschelli 83’ (rig.) D'Amico |

| Arbitro: | Terpin (Trieste) |

|                       |           |               |
| Leschio 43’ Viola 48’ | Marcatori | 45’ Bresciani |

| Arbitro: | Lazzaroni (Milano) |

|                          |           |                      |
| Roggi 34’ Speggiorin 43’ | Marcatori | 55’ Luppi 60’ Sirena |

### Coppa Italia

#### Girone finale
| Napoli 19 maggio 1976, ore 16:00 CET 1ª giornata | Napoli        | 0 – 0 referto | Fiorentina | Stadio San Paolo\| Arbitro: \| Prati (Parma) \| |
| Arbitro:                                         | Prati (Parma) |               |            |                                                 |

| Arbitro: | Lattanzi (Roma) |

|                                         |           |                           |
| Tuttino 67’ Rossinelli 81’ Saltutti 83’ | Marcatori | 26’ Bertini 49’, 56’ Rosi |

| Arbitro: | Agnolin (Bassano del Grappa) |

|                             |           |                              |
| Bresciani 70’ Antognoni 75’ | Marcatori | 10’ Maldera 80’ (aut.) Brizi |

| Arbitro: | Menegali (Roma) |

|               |           |           |
| Bresciani 36’ | Marcatori | 49’ Massa |

| Arbitro: | Prati (Parma) |

|                                             |           |                       |
| Lippi 26’ (aut.) Desolati 29’ Antognoni 43’ | Marcatori | 47’ (aut.) Pellegrini |

| Arbitro: | Serafino (Roma) |

|              |           |                |
| De Nadai 89’ | Marcatori | 49’ Speggiorin |

### Coppa delle Coppe
| Arbitro: | Petrea |

|  |           |                           |
|  | Marcatori | 42’, 49’ Caso 76’ Casarsa |

| Arbitro: | Aldinger |

|                           |           |  |
| Caso 32’, 36’ Casarsa 88’ | Marcatori |  |

| Arbitro: | Cajic |

|                |           |  |
| Speggiorin 71’ | Marcatori |  |

| Arbitro: | Zlatanos |

|                                                     |                      |                                        |
| J. Schykowski 30’                                   | Marcatori            |                                        |
| J. Schykowski Leuschner H. Schykowski Lippmann Croy | Tiri di rigore 5 – 4 | Caso Guerini Antognoni Roggi Bresciani |

### Coppa di Lega Italo-Inglese
| Arbitro: | Sánchez Ibáñez |

|             |           |  |
| Guerini 19’ | Marcatori |  |

| Arbitro: | Keizer |

|  |           |                |
|  | Marcatori | 19’ Speggiorin |

## Statistiche

### Statistiche di squadra
| Competizione                | Punti | In casa | In casa | In casa | In casa | In casa | In casa | In trasferta | In trasferta | In trasferta | In trasferta | In trasferta | In trasferta | Totale | Totale | Totale | Totale | Totale | Totale | DR  |
| Competizione                | Punti | G       | V       | N       | P       | Gf      | Gs      | G            | V            | N            | P            | Gf           | Gs           | G      | V      | N      | P      | Gf     | Gs     | DR  |
| --------------------------- | ----- | ------- | ------- | ------- | ------- | ------- | ------- | ------------ | ------------ | ------------ | ------------ | ------------ | ------------ | ------ | ------ | ------ | ------ | ------ | ------ | --- |
| Serie A                     | 27    | 15      | 5       | 5       | 5       | 20      | 16      | 15           | 4            | 4            | 7            | 19           | 23           | 30     | 9      | 9      | 12     | 39     | 39     | 0   |
| Coppa Italia                | 7     | 3       | 1       | 2       | 0       | 6       | 4       | 3            | 0            | 3            | 0            | 4            | 4            | 6      | 1      | 5      | 0      | 10     | 8      | +2  |
| Coppa delle Coppe           |       | 2       | 2       | 0       | 0       | 4       | 0       | 2            | 1            | 0            | 1            | 3            | 1            | 4      | 3      | 0      | 1      | 7      | 1      | +6  |
| Coppa di Lega Italo-Inglese |       | 1       | 1       | 0       | 0       | 1       | 0       | 1            | 1            | 0            | 0            | 1            | 0            | 2      | 2      | 0      | 0      | 2      | 0      | +2  |
| Totale                      |       | 21      | 9       | 7       | 5       | 31      | 20      | 21           | 6            | 7            | 8            | 27           | 28           | 42     | 15     | 14     | 13     | 58     | 48     | +10 |

### Statistiche dei giocatori
A completamento delle statistiche sono da considerare 4 autogol a favore dei viola in campionato e 1 in Coppa Italia. 
| Giocatore        | Serie A  | Serie A | Coppa Italia | Coppa Italia | Coppa delle Coppe | Coppa delle Coppe | Coppa di Lega Italo-Inglese | Coppa di Lega Italo-Inglese | Totale   | Totale |
| Giocatore        | Presenze | Reti    | Presenze     | Reti         | Presenze          | Reti              | Presenze                    | Reti                        | Presenze | Reti   |
| ---------------- | -------- | ------- | ------------ | ------------ | ----------------- | ----------------- | --------------------------- | --------------------------- | -------- | ------ |
| G. Antognoni     | 30       | 5       | 6            | 2            | 4                 | 0                 | 2                           | 0                           | 42       | 7      |
| B. Beatrice      | 18       | 1       | 1            | 0            | 4                 | 0                 | 2                           | 0                           | 25       | 1      |
| G. Bertini       | 10       | 0       | 1            | 1            | 0                 | 0                 | 0                           | 0                           | 11       | 1      |
| C. Bresciani     | 19       | 7       | 5            | 2            | 3                 | 0                 | 2                           | 0                           | 29       | 9      |
| G. Brizi         | 3        | 0       | 4            | 0            | 0                 | 0                 | 0                           | 0                           | 7        | 0      |
| G. Casarsa       | 27       | 3       | 5            | 0            | 4                 | 2                 | 2                           | 0                           | 38       | 5      |
| D. Caso          | 26       | 4       | 6            | 0            | 4                 | 4                 | 1                           | 0                           | 37       | 8      |
| M. Della Martira | 18       | 1       | 1            | 0            | 4                 | 0                 | 2                           | 0                           | 25       | 1      |
| C. Desolati      | 21       | 10      | 3            | 1            | 3                 | 0                 | 1                           | 0                           | 28       | 11     |
| G. Galdiolo      | 26       | 0       | 5            | 0            | 2                 | 0                 | 1                           | 0                           | 34       | 0      |
| V. Guerini       | 6        | 0       | 0            | 0            | 4                 | 0                 | 1                           | 1                           | 11       | 1      |
| M. Mattolini     | 3        | -5      | 1            | -1           | 0                 | -0                | 2                           | -0                          | 6        | -6     |
| C. Merlo         | 28       | 0       | 5            | 0            | 3                 | 0                 | 2                           | 0                           | 38       | 0      |
| E. Pellegrini    | 28       | 0       | 5            | 0            | 4                 | 0                 | 2                           | 0                           | 39       | 0      |
| M. Roggi         | 26       | 1       | 6            | 0            | 3                 | 0                 | 1                           | 0                           | 36       | 1      |
| P. Rosi          | 10       | 0       | 4            | 2            | 2                 | 0                 | 0                           | 0                           | 16       | 2      |
| A. Saccardi      | 0        | 0       | 0            | 0            | 0                 | 0                 | 0                           | 0                           | 0        | 0      |
| W. Speggiorin    | 19       | 4       | 6            | 1            | 3                 | 1                 | 2                           | 1                           | 30       | 7      |
| F. Superchi      | 28       | -34     | 5            | -7           | 4                 | -1                | 1                           | -0                          | 38       | -42    |
| A. Tendi         | 7        | 0       | 5            | 0            | 0                 | 0                 | 1                           | 0                           | 13       | 0      |